# Wnory Stare (gromada)
Wnory Stare – dawna gromada, czyli najmniejsza jednostka podziału terytorialnego Polskiej Rzeczypospolitej Ludowej w latach 1954–1972.
Gromady, z gromadzkimi radami narodowymi (GRN) jako organami władzy najniższego stopnia na wsi, funkcjonowały od reformy reorganizującej administrację wiejską przeprowadzonej jesienią 1954 do momentu ich zniesienia z dniem 1 stycznia 1973, tym samym wypierając organizację gminną w latach 1954–1972.
Gromadę Wnory Stare z siedzibą GRN we Wnorach Starych utworzono – jako jedną z 8759 gromad – w powiecie wysokomazowieckim w woj. białostockim, na mocy uchwały nr 24/V WRN w Białymstoku z dnia 4 października 1954. W skład jednostki weszły obszary dotychczasowych gromad Wnory Stare, Wnory Wandy, Wnory Kuzele, Wnory Wypychy, Piszczaty Kończany i Piszczaty Piotrowięta ze zniesionej gminy Kobylin w tymże powiecie. Dla gromady ustalono 13 członków gromadzkiej rady narodowej.
31 grudnia 1959 gromadę Wnory Stare zniesiono, włączając ją do nowo utworzonej gromady Piszczaty-Piotrowięta.